# 東大利
東大利（ひがしおおり）は、福岡県大野城市にある地名。東大利一丁目から四丁目までが設置されている。郵便番号は816-0941。2025年（令和7年）1月末日現在の人口は4,209人。

## 概要
大野城市の中東部に位置し、北側は白木原、東側は太宰府市と下大利団地、南側は下大利、西側は中央と接する。

## 歴史
1889年（明治22年）の町村制施行により御笠郡大野村が成立。1896年（明治29年）4月1日の郡制施行により御笠郡は席田郡・那珂郡とともに筑紫郡となったため筑紫郡大野村となる。1950年（昭和25年）10月1日に大野村は町制施行し大野町となる。1972年（昭和47年）4月1日に大野町は市制施行及び改称し大野城市となる。

### 町域の変遷
| 町名町界整理実施後     | 実施年月日         | 住居表示実施前           |
| ---------------------- | ------------------ | ------------------------ |
| 東大利一丁目から四丁目 | 1984年（昭和59年） | 大字下大利・白木原の一部 |

## 施設
- 大野城市立下大利小学校

## 交通

### 道路
- 福岡県道112号福岡日田線

### 鉄道
- 西鉄天神大牟田線下大利駅

### バス
- 西鉄バス
- 大野城市コミュニティバス「まどか号」